# 能源管理软件
能源管理软件（英語：Energy Management Software，EMS）泛指和能源相关的各类提供能源管理应用的软件，涵盖公用事业账单跟踪、实时能源计量、用能控制（如建筑暖通空调和照明系统控制）、发电控制（太阳能光伏和储能系统）、楼宇模拟及建模、碳足迹及可持续报告、IT设备管理、电网服务（需量反应、虚拟电厂）、能源审计等应用功能。由于能源管理可能涉及一套系统或系统性的方案，而产生这类软件。
能源管理软件通常为楼宇、社区或厂区提供降低能源成本及用能的工具，采集、存储、分析能源数据，达成三大用途：报告、监控和介入。报告的处理流程包括数据验证、基准化分析及目标设置；监控包括趋势分析、能耗跟踪；介入包括手动或自动实时响应，以及为租户和楼宇管理者间建立沟通渠道。近年来，基于网页的实时用能展示以及现场搭建的能源驾驶舱较为流行。

## 数据计量和采集
能源管理软件按照区间采集历史和实时数据，时间区间可以是季度级的账单，也可以是分钟级的智能表计读数。除了能耗数据，能源管理软件也收集楼宇人数、温度、生产单位数量等各类能够影响到能耗的变量。这些数据来自表计、楼宇自动化系统、传感器等。能源管理系统也可导入历史账单数据以提供部署系统前后的对比。

## 数据分析
能源管理软件计算、分析采集到的原始数据，帮助用户跟踪用能情况，实现能源预测，制定节约能源方案，亦可协助管理者结合用能和非用能数据，创建KPI，测量碳足迹、温室气体、可再生能源供热激励及计算用能效率，以满足当地的气候变化政策和标准。人工智能算法也是分析手段的一种，通过分类和机器学习分析楼宇设备能耗数据，从而建立用能模式记忆，优化用能行为。

## 报告
能源管理软件面向希望实现能源和排放审计自动化的业主和管理者，通过汇总、比较各个楼宇和设备的用能成本和能耗数据，节省人工制表的时间。能源管理软件提供的能源信息较常规的公用事业账单更为详细，而且诸如天气状况和楼宇使用率这类外界变量也能纳入分析。这些分析报告可进一步支撑节能和能源成本平衡方案的制定。能源管理还提供账单核查功能，将采集数据和账单数据作比较；账单分析功能，分析比较各个能源成本，例如比较需量电费和最终电耗成本；温室气体核算功能，计算直接或间接的温室气体排放数据，用于内部汇报及企业碳核算。

## 监控
能源管理软件提供监控工具，跟踪、展示实时和历史数据，通常包括各种基准化分析工具，如每平方米能耗、天气变量归一化或其他涉及建模算法的高级分析手段，以识别出异常用能行为。用户可检查用能时间分布，识别异常数据，进而制定能源管理策略，如减少需求、更换故障设备、改造低效设备、移除非必要负载等。例如，若发现某日出现异常用能峰值，则可能存在设备运行或计时问题。这些工具也能用于用能监控和目标设定，并通过模型校正天气等外部变量，以对比历史数据，识别节能策略。
能源管理软件通常有报警功能，当用能数据触及预定的阈值时触发。这些阈值可以是绝对数值，也可以通过建模分析得来。近年来，智能手机和平板电脑等移动设备成为主流的能源管理软件的报警通知渠道。

## 介入
能源管理软件可通过自动或手动介入用能，如楼宇控制系统可以根据能源波动数据作出对应响应，如在达到需求峰值时触发断电程序。能源管理软件也将用户的日常行为和用能情况联系起来，通过实时信息展示，用户可迅速获知其用能行为带来的后果。据统计，仅仅让用户知悉实时用能情况，就可降低7%的能耗。能源管理软件可用于推广节能措施，为用户提供建议，或提供沟通交流渠道。

## 可持续发展管理
能源管理软件通过监控和展示能源流向，帮助用户随时监控公司可持续发展指标的达成情况，并帮助他们介入可持续发展进程。因此，能源管理软件是企业可持续发展管理部门的重要工具。